# 南北朝時代 (ベトナム)

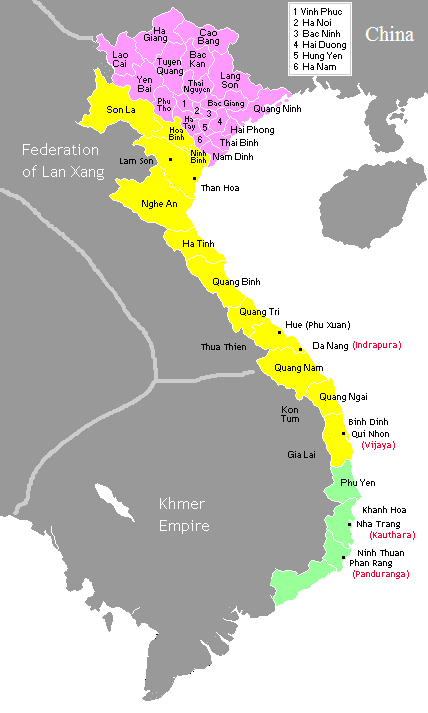
1540年ごろのベトナム。莫氏の支配域 (ピンク)、 阮氏・鄭氏における南部 (黄色)、チャンパ王国 (緑)

ベトナムの南北朝時代（なんぼくちょうじだい、ベトナム語：Nam Bắc Triều / 南北朝、ベトナム語：Nam triều Bắc triều / 南朝北朝）は、ベトナムの歴史における1533年から1592年までを指す。

## 概要
この時代には、黎朝を簒奪した莫登庸（マク・ダン・ズン）によって興された北朝（莫朝）が東京（ドンキン、現在のハノイ）を中心に、黎朝の後胤を奉じた阮淦（グエン・キム）が支えた南朝（中興黎朝）が清化（タインホア）を中心とした紅河の南に存在していた。
2つの王朝は1592年に南朝が北朝を破り東京を奪還するまで60年近く対立していた。東京の奪還で国家は再統一されたかに見えたが、莫家は中国（明王朝や清王朝）の保護の下で1677年まで高平（カオバン）で自治を続けた。また南朝側も皇帝を支えていた鄭氏一族と阮氏一族の仲違いによって分裂し、東京の鄭氏と広南の阮氏による長い分列時代（鄭阮紛争）をすごすことになった。中国の一部歴史書等では、南北朝時代と鄭阮紛争をあわせて越南南北朝と呼ぶこともある。

## 皇帝

### 莫朝
- 太祖 莫登庸（1527年 - 1529年）
- 太宗 莫登瀛（1529年 - 1540年）
- 憲宗 莫福海（1540年 - 1546年）
- 宣宗 莫福源（1546年 - 1564年）
- 英祖 莫茂洽（1564年 - 1592年）
  - 莫敬典 - 1570年に軍事担当、莫敦譲は内政担当、1580年に莫敬典が逝世、1581年に莫敦譲が同時に軍政と内政担当。
- 景宗 莫全（1592年 - 1593年）

### 黎朝
- 荘宗（1533年 - 1548年）
- 中宗（1548年 - 1556年）
- 英宗（1556年 - 1573年）
- 世宗（1573年 - 1599年）